# Округ Честер (Јужна Каролина)
Округ Честер (енгл. Chester County) је округ у америчкој савезној држави Јужна Каролина. По попису из 2010. године број становника је 33.140.

## Демографија
Према попису становништва из 2010. у округу је живело 33.140 становника, што је 928 (2,7%) становника мање него 2000. године.
| Група             | 2000.          | 2010.          |
| Белци             | 20.304 (59,6%) | 19.590 (59,1%) |
| Афроамериканци    | 13.168 (38,7%) | 12.387 (37,4%) |
| Азијати           | 96 (0,3%)      | 109 (0,3%)     |
| Хиспаноамериканци | 255 (0,7%)     | 479 (1,4%)     |
| Укупно            | 34.068         | 33.140         |